# Lista de episódios de Mistresses (Reino Unido)
Mistresses é uma série de televisão britânica, dos gêneros drama e mistério, criada por S. J. Clarkson e Lowri Glain, e estrelada por Sarah Parish, Sharon Small, Shelley Conn e Orla Brady como quatro amigas que se envolvem em uma série de relacionamentos ilícitos e complexos. A série foi ao ar na BBC One de 8 de janeiro de 2008 a 26 de agosto de 2010.
Em 26 de agosto de 2010, 16 episódios de "Mistresses" foram ao ar, concluindo a terceira temporada e finalizando a série.

## Resumo
| Temporada | Temporada | Episódios | Data de estreia         | Data de encerramento    |
| Temporada | Temporada | Episódios | Estreia de temporada    | Final de temporada      |
| --------- | --------- | --------- | ----------------------- | ----------------------- |
|           | 1         | 6         | 8 de janeiro de 2008    | 12 de fevereiro de 2008 |
|           | 2         | 6         | 17 de fevereiro de 2009 | 24 de março de 2009     |
|           | 3         | 4         | 5 de agosto de 2010     | 26 de agosto de 2010    |

## Episódios

### 1ª temporada (2008)
| No. geral | No. na série | Título          | Exibição                | Audiência (milhões) |
| --------- | ------------ | --------------- | ----------------------- | ------------------- |
| 1         | 1            | "Episode One"   | 8 de janeiro de 2008    | 5.05                |
| 2         | 2            | "Episode Two"   | 15 de janeiro de 2008   | 4.92                |
| 3         | 3            | "Episode Three" | 22 de janeiro de 2008   | 4.76                |
| 4         | 4            | "Episode Four"  | 29 de janeiro de 2008   | 4.63                |
| 5         | 5            | "Episode Five"  | 5 de fevereiro de 2008  | 4.73                |
| 6         | 6            | "Episode Six"   | 12 de fevereiro de 2008 | 5.12                |

### 2ª temporada (2009)
| No. geral | No. na série | Título          | Exibição                | Audiência (milhões) |
| --------- | ------------ | --------------- | ----------------------- | ------------------- |
| 7         | 1            | "Episode One"   | 17 de fevereiro de 2009 | 5.28                |
| 8         | 2            | "Episode Two"   | 24 de fevereiro de 2009 | 4.16                |
| 9         | 3            | "Episode Three" | 3 de março de 2009      | 4.84                |
| 10        | 4            | "Episode Four"  | 10 de março de 2009     | Entre 4.41          |
| 11        | 5            | "Episode Five"  | 17 de março de 2009     | 4.37                |
| 12        | 6            | "Episode Six"   | 24 de março de 2009     | 4.63                |

### 3ª temporada (2010)
| No. geral | No. na série | Título          | Exibição             | Audiência (milhões) |
| --------- | ------------ | --------------- | -------------------- | ------------------- |
| 13        | 1            | "Episode One"   | 5 de agosto de 2010  | 4.64                |
| 14        | 2            | "Episode Two"   | 12 de agosto de 2010 | 4.42                |
| 15        | 3            | "Episode Three" | 19 de agosto de 2010 | 4.84                |
| 16        | 4            | "Episode Four"  | 26 de agosto de 2010 | 4.78                |